# Ipad

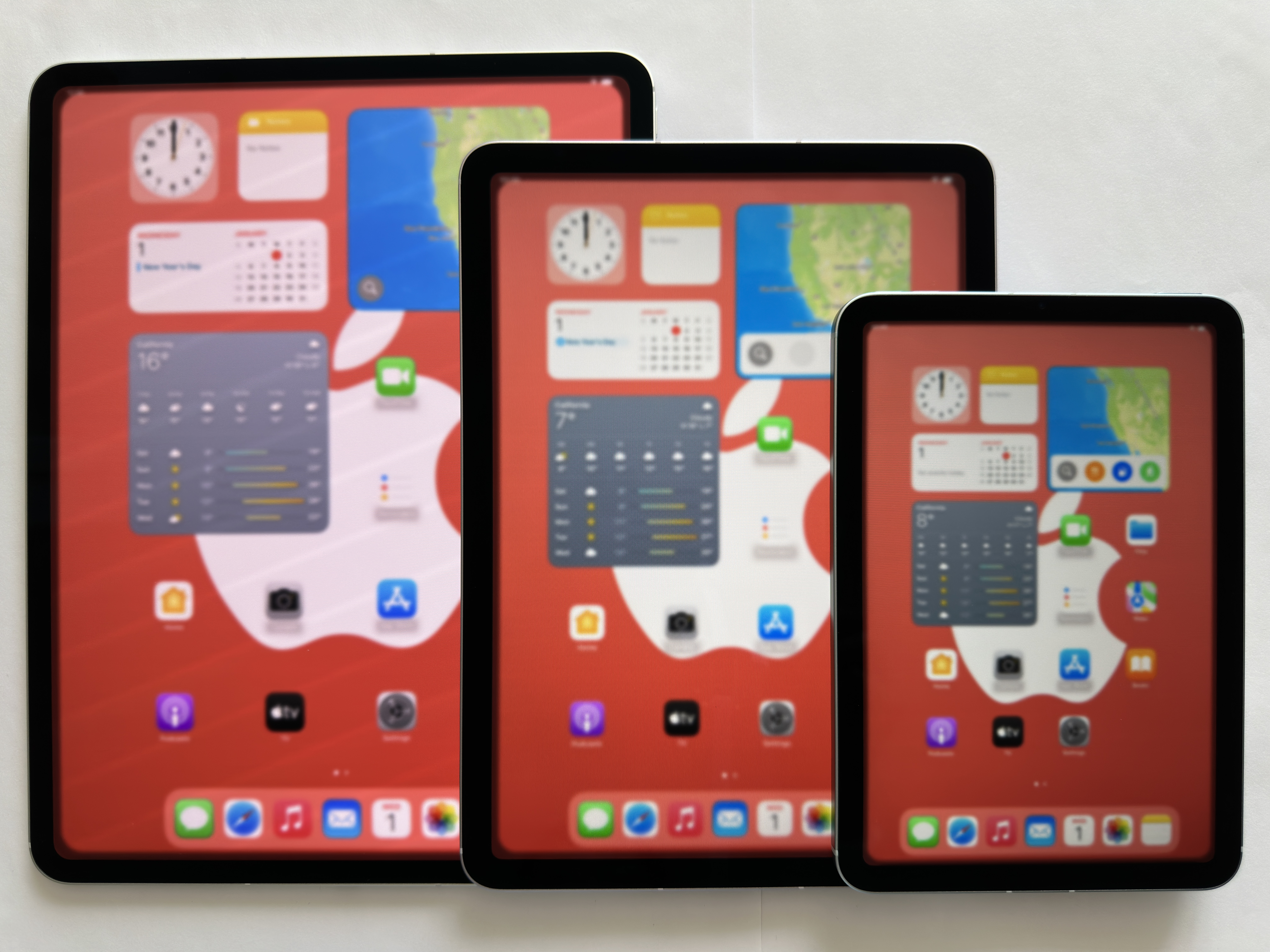
iPad

Ipad (i kommersiella sammanhang iPad) är en surfplatta, eller en portabel pekdator, från det amerikanska hemelektronikföretaget Apple. Ipad presenterades första gången den 27 januari 2010 av Apples grundare och VD Steve Jobs på en presskonferens i San Francisco.

## Historik
Ett stort hemlighetsmakeri hade föregått presentationen, tidiga rykten benämnde produkten Islate eller Apple Tablet. På den amerikanska marknaden var det initiala priset för en Ipad mellan 499 och 829 dollar  beroende på minnesstorlek och 3G-uppkoppling  och på den svenska marknaden 4 695 kronor inklusive moms för den billigaste.

### Ipad
Ipad (1:a generationen Ipad eller vardagligt Ipad 1) består av en 9,7-tums multi-touch (beröringskänslig) IPS-skärm. Den är även LED-bakgrundsbelyst. Ipaden har en 1 GHz Apple A4-processor och 16, 32 eller 64 GB internt SSD flashminne. I 3G-modellen finns det även AGPS och 3G. Ipad började säljas 30 november 2010 i Sverige.

### Ipad 2
Ipad 2 (2:a generationen Ipad) är ungefär 100 gram lättare och en tredjedel tunnare än Ipad 1g. Den har två kameror, en på baksidan och en på framsidan. Den har LED-skärm precis som förra generationen hade. Den har också tio timmars batteritid och 9 gånger bättre grafik än föregångaren, samt nytt Apple Dual-Core A5 chip på 1,0 GHz som ger snabbare prestanda. Ipad 2 kommer med IOS. Ipad 2 började säljas 25 mars 2011 i Sverige.
Facetime för Ipad har kommit och då kan man kommunicera med personer. Facetime finns för Mac, Iphone och Ipod Touch. Användningsområdena uppges vara internetsurfning, e-post, bilder, filmer, musik, spel och e-böcker. Man lade i gyroskop i Ipad 2 för att göra det bättre för att köra spel. Med gratisprogrammet Ibooks kan man ladda ner e-böcker i det öppna formatet EPUB och läsa dem. Man kan också synkronisera program från sin Iphone trådlöst via Icloud.

### Ipad (3:e generationen)
Ipad (3:e generationen Ipad marknadsförs som Nya iPad eller vardagligt iPad 3) visades upp för första gången av Apple den 7 mars 2012. Den nya Ipaden har en Retina-skärm som innebär att enskilda pixlar inte skall kunna urskiljas vid normalt betraktningsavstånd, dubbelt så många processorkärnor i grafikkretsen, 5-megapixelkamera med Full HD-filmning (1080p) på baksidan. En annan förbättring är att version 4.0 av Bluetooth används, jämfört med version 2.1 i föregångaren. Designen är väldigt lik Ipad 2. Skillnaden är att den nya Ipaden är 0,6 mm tjockare och väger 52 gram mer. Tredje generationens Ipad erbjuds precis som tidigare även i en variant med stöd för datatrafik i mobilnäten, men i den nya generationen adderas stöd för snabbare 3G (upp till 42 Mbps) samt även LTE (4G). Det LTE-stöd som erbjuds hanterar 700 MHz- respektive 2100 MHz-banden och uppges klara av nedladdningar med hastigheter upp till 73 Mbps. LTE-stödet kommer inte att vara kompatibelt med de svenska LTE-näten som använder andra frekvensband som exempelvis 2600 MHz.
Tredje generationens Ipad kommer inledningsvis med IOS 5.1 förinstallerat. Den nya Ipaden började saluföras den 16 mars 2012 i USA samt 23 mars 2012 i Sverige.

### Ipad (4:e generationen)
Den 23 oktober 2012 presenterades i samband med nya Ipad mini även en vidareutvecklad Ipad-modell som är baserad på "Ipad 3". Den förändring som är mest utmärkande är att den nya Lightning-kontakten ersatte den nästan 10 år gamla kontakten med 30 pinnar som fanns i de tre första Ipad-modellerna. Bland övriga nyheter infördes en processor (A6X) som uppgavs vara ungefär dubbelt så snabb som processorn (A5X) i föregående Ipad-modellen "Ipad 3". Kameran på framsidan förbättrades till att ge stöd för videosamtal i 720p-upplösning.
Den 22 oktober 2013 lades den fjärde generationen ner helt och hållet för samtliga konfigurationer i samband med lanseringen av Ipad Air. Nästan 5 månader efter nedläggningen återupplivades generationen – dock endast med 16 GB-modellerna – tisdagen den 18 mars 2014 som ersättningsprodukt till 16 GB-modellerna av Ipad 2 då den slutade säljas av Apple.

### Ipad Air
Den 22 oktober 2013 slutade Apple att erbjuda den 4:e generationens Ipad i samband med lanseringen av den 5:e generationen som fick namnet Ipad Air. Suffixet Air syftar på samma sak som den tunna och lätta Macbook Air som lanserades några år tidigare, för att den var betydligt tunnare och lättare än Macbook Pro. Förutom att Ipad Air är lättare, smalare (tack vare smalare sidoramar) och tunnare är nyheterna A7-processorn, förbättrat trådlöst nätverk tack vare MIMO samt att modellen med stöd för mobilnät har stöd för fler LTE-nätverk (LTE-band). En annan förändring är att batteriets rå-kapacitet i antal watt-timmar (Whr) minskats men batteritiden utlovas vara snarlik den hos föregångaren.

### Ipad Air 2
Ipad Air 2 lanserades den 16 oktober 2014 och fick en snabbare ny A8X processor, dubblerade mängden RAM-minne till 2 GB, bättre 8 MP kamera, IOS version 8.1, och en exteriör med en tjocklek på 6,1 mm. Dess föregångare Ipad Air kommer att fortsätta att vara tillgänglig, men till ett lägre pris. Ipad Air 2 var även den första iPaden med fingeravtrycksläsaren Touch ID. 

### Ipad Pro 9,7"
Vid ett "Apple Special Event" den 21 mars 2016 presenterade Apple en ny generation Ipad med det klassiska 9,7-tumsformatet. Istället för att kalla den för Ipad Air 3 fick den heta Ipad Pro precis som den 12,9 tum stora Ipad Pro som Apple annonserade hösten 2015. Ipad Pro i bägge storlekarna delar nyheter som stöd för den nya aktiv pekpennan Apple Pencil som innebär exempelvis att illustratörer kan rita olika tunna/tjocka streck på skärmen beroende på hur hårt pennan trycks mot skärmen, dessutom en ny typ av fysisk kontakt kallad Smart Connector för exempelvis fysiskt tangentbord. Ytterligare en betydande nyhet är möjlighet till mer än 128 GB lagring som varit det maximala i drygt tre års tid. Bägge storlekarna av Ipad Pro (9,7 och 12,9 tum) finns i 256 GB modeller. Efter lanseringen av iPad Pro 10,5 och iPad Pro 12,9 gen 2 så togs iPad Pro 9,7 bort från Apples utbud.

### Ipad 9,7" (5:e generationen)
På dagen ett år efter att Ipad Pro 9,7 annonserades släppte Apple en ersättare till Ipad Air 2 som endast kallas för Ipad. Denna modell som utbudsmässigt ersätter Ipad Air 2 är baserad på den äldre Ipad Air 1 och har fått processorn bytt från A7 till A9 samt modernare kretsar för trådlös kommunikation och en fingeravtrycksläsare.iPaden saknar laminerad skärm vilket gör att det är ett lufthål mellan skärmen och lysdioden. Den väger även mer, är tjockare än iPad Air 2. Den har även fått 5 MP kameran i iPad Air utbytt mot en 8 MP kamera från Ipad Air 2. 

### Ipad 9,7" (6:e generationen)
Nästan ett år efter att Ipad 5:e generationen släppts så visas Ipad 6:e generationen ut på ett utbildningsevent i Chicago. Nyheter är stöd för Apple Pencil, uppgraderad till A10 Fusion chip samt en ny uppfräschad guldfärg. Ipaden blev billigare än fjolårets modell med 3795 kr istället för 3995 kr. Designmässigt är den identisk med 5:e generationens Ipad och laminerad skärm saknas fortfarande.

### Ipad mini
Ipad mini presenterades vid samma presentation som "Ipad 4" den 23 oktober 2012. Ipad mini är en förminskad och modifierad variant av Ipad 2. Skärmen är förminskad från 9,7 tum till 7,9 tum, samtidigt som upplösningen (1024 × 768) och A5-processorn behölls. Några av modifieringarna är att kamerorna på bak- och framsidorna är förbättrade samt att kabelkontakten är den nya Lightning-kontakten.
Den 22 oktober 2013, samtidigt som Ipad Air lanserades, passade Apple på att lansera en uppdaterad Ipad mini med Retina-skärm, vilket i detta fallet innebär dubblerad pixeltäthet till 326 ppi. Dessutom fick nya Ipad mini den nya A7-processorn som är betydligt kraftfullare än A5-processorn i föregångaren. Trådlösa nätverket fick MIMO-stöd och LTE-stödet fick stöd för ännu fler LTE-band.
I samband med lanseringen av Ipad Air 2 så uppdaterade Apple iPad Mini och tog iPad Mini med retina skärm och bytte ut hemknappen mot motsvarande med Touch ID. I samband med  detta så bytte Apple namn på iPad Mini med retina skärm till iPad Mini 2 och nykomlingen fick heta iPad Mini 3.

### Ipad Pro (12,9 tum)
Under hösten 2015 annonserades och lanserades en Ipad-modell med en skärm som mäter 12,9 tum diagonalt. Initialt såldes den med 32 respektive 128 GB lagring, men när 9,7-tumsvarianten annonserades i slutet av mars 2016 adderades en 256 GB-modell.

### Ipad Pro (10,5 tum)
Vid Apples utvecklarkonferens (WWDC) i början av juni 2017 annonserades nya modeller av Ipad Pro-familjen. Den större med 12,9-tumsskärm behöll den storleken medan den mindre på 9,7 tum fick den utbytt mot en 10,5 tum stor skärm. En annan nyhet för Ipad Pro-familjen är att den maximala lagringsmängden dubblerades till 512 GB. Bildskärmstekniken hos Ipad Pro förbättrades med hjälp av en dynamisk uppdateringsfrekvens som anpassar sig efter vad som anses behövas. Den maximala uppdateringsfrekvensen på 120 Hz är betydligt högre än den frekvens som tidigare använts hos Ipad-bildskärmarna.
Den klassiska vanliga Ipad med 9,7 tum skärm som inte är en Pro-modell lät Apple behålla i utbudet, så även Ipad mini med 7,9 tum. Därmed har Apple sedan juni 2017 fyra olika skärmstorlekar för Ipad: 7,9 tum, 9,7 tum, 10,5 tum samt 12,9 tum.

## Skillnaderna mellan Ipad-modellerna
Nedan visas en tabell med funktioner som stöds och inte stöds för diverse iPads.
| Modell                            | Ipad                                        | Ipad 2                                       | Ipad (3:e generationen)                                          | Ipad (4:e generationen)                                          | Ipad Air                                     | Ipad Air 2                               | Ipad 9,7" (5:e geenerationen)            | Ipad 9,7" (6:e generationen)               | Ipad Pro 9,7"                                  | Ipad Pro 10,5" |
| --------------------------------- | ------------------------------------------- | -------------------------------------------- | ---------------------------------------------------------------- | ---------------------------------------------------------------- | -------------------------------------------- | ---------------------------------------- | ---------------------------------------- | ------------------------------------------ | ---------------------------------------------- | --- |
| Annonserad                        | 27 januari 2010                             | 2 mars 2011                                  | 7 mars 2012                                                      | 23 oktober 2012 128GB: 29 jan 2013                               | 22 oktober 2013                              | 16 oktober 2014                          | 21 mars 2017                             | 27 mars 2018                               | 21 mars 2016                                   | 5 juni 2017 |
| Avslutad                          | mars 2011                                   | 18 mars 2014                                 | 23 oktober 2012                                                  | 22 oktober 2013                                                  | 21 mars 2016                                 | 21 mars 2017                             | 27 mars 2018                             |                                            | 5 juni 2017                                    | |
| Yttermått (H × W × D)             | 242,8 × 189,7 × 13,4 mm                     | 241,2 × 185,7 × 8,8 mm                       | 241,2 × 185,7 × 9,4 mm                                           | 241,2 × 185,7 × 9,4 mm                                           | 240 × 169,5 × 7,5 mm                         | 240 × 169,5 × 6,1 mm                     | 240 × 169,5 × 7,5 mm                     | 240 × 169,5 × 7,5 mm                       | 240 × 169,5 × 7,5 mm                           | 250,6 × 174,1 × 6,1 mm                                                                                                |
| Vikt (WiFi-modell)                | 680 g                                       | 601 g                                        | 652 g                                                            | 652 g                                                            | 469 g                                        | 437 g                                    | 469 g                                    | 469 g                                      | 469 g                                          | 469 g |
| Vikt (3G/4G-modell)               | 730 g                                       | 607–613 g                                    | 662 g                                                            | 662 g                                                            | 478 g                                        | 444 g                                    | 478 g                                    | 478 g                                      | 478 g                                          | 477 g |
| Upplösning (antal pixlar)         | 1024 × 768 (786 432)                        | 1024 × 768 (786 432)                         | 2048 × 1536 (3 145 728)                                          | 2048 × 1536 (3 145 728)                                          | 2048 × 1536 (3 145 728)                      | 2048 × 1536 (3 145 728)                  | 2048 × 1536 (3 145 728)                  | 2048 × 1536 (3 145 728)                    | 2048 × 1536 (3 145 728)                        | 2224 × 1668 (3 709 632)                                                                                               |
| Pixeltäthet                       | 132 ppi                                     | 132 ppi                                      | 264 ppi                                                          | 264 ppi                                                          | 264 ppi                                      | 264 ppi                                  | 264 ppi                                  | 264 ppi                                    | 264 ppi                                        | 264 ppi |
| Apple Pencil-stöd                 | nej                                         | nej                                          | nej                                                              | nej                                                              | nej                                          | nej                                      | nej                                      | ja                                         | ja                                             | ja |
| Fingeravtrycksläsare ("Touch ID") | –                                           | –                                            | –                                                                | –                                                                | –                                            | ja                                       | ja                                       | ja                                         | ja                                             | ja |
| Processor                         | A4, 1 GHz                                   | A5, 1 GHz                                    | A5X, 1 GHz                                                       | A6X, 1,4 GHz                                                     | A7                                           | A8X                                      | A9                                       | A10 Fusion                                 | A9X                                            | A10X Fusion |
| RAM-minne                         | 256 MB                                      | 512 MB                                       | 1024 MB LPDDR2 RAM                                               | 1024 MB LPDDR2 RAM                                               | 1024 MB LPDDR3 RAM                           | 2048 MB                                  | 2048 MB                                  | 2048 MB                                    | 2048 MB                                        | 4096 MB LPDDR4 |
| Lagring                           | 16/32/64 GB                                 | 16/32/64 GB                                  | 16/32/64 GB                                                      | 16/32/64/128 GB                                                  | 16/32/64/128 GB                              | 16/64/128 GB                             | 32/128 GB                                | 32/128 GB                                  | 32/128 GB                                      | 64/256/512 GB |
| Kamera (bak)                      | –                                           | 0,7 MP / 720p video                          | 5,0 MP / 1080p video                                             | 5,0 MP / 1080p video                                             | 5,0 MP / 1080p video                         | 8,0 MP / 1080p video                     | 8,0 MP / 1080p video                     | 8,0 MP / 1080p video                       | 8,0 MP / 1080p video                           | 12 MP / f 1,8 4K @ 30fps 1080 @ 30/60 fps slow-motion 1080 @ 120 fps                                                  |
| Kamera (fram)                     | –                                           | 0,3 MP / 480p video                          | 0,3 MP / 480p video                                              | 1,2 MP / 720p video                                              | 1,2 MP / 720p video                          | 1,2 MP / 720p video                      | 1,2 MP / 720p video                      | 1,2 MP / 720p video                        | 1,2 MP / 720p video                            | 7 MP / 1080p HD video                                                                                                 |
| Bluetooth                         | Version 2.1 + EDR                           | Version 2.1 + EDR                            | Version 4.0                                                      | Version 4.0                                                      | Version 4.0                                  | Version 4.0                              | Version 4.2                              | Version 4.2                                | Version 4.2                                    | Version 4.2 |
| WiFi (802.11)                     | a/b/g/n                                     | a/b/g/n                                      | a/b/g/n                                                          | a/b/g/n (2,4 & 5 GHz för n)                                      | a/b/g/n (2,4 & 5 GHz för n) + MIMO           | a/b/g/n/ac (2,4 & 5 GHz för n) + MIMO    | a/b/g/n/ac (2,4 & 5 GHz för n) + MIMO    | a/b/g/n/ac (2,4 & 5 GHz för n) + MIMO      | a/b/g/n/ac (2,4 & 5 GHz för n) + MIMO          | a/b/g/n/ac (2,4 & 5 GHz för n) + MIMO                                                                                 |
| Mobilnät (3G/4G-modell)           | 3G                                          | 3G                                           | 3G + LTE (700/2100)                                              | 3G + LTE (band 4+17 eller 1+3+5+13+25)                           | 3G + LTE (14 st band mellan 1 och 26)        | 3G + LTE (20 st band mellan 1 och 41)    | 3G + LTE (21 st band)                    | 3G + LTE (23 st band)                      | 3G + LTE Advanced (23 st band mellan 1 och 41) | 3G + LTE Advanced (Bands 1, 2, 3, 4, 5, 7, 8, 11, 12, 13, 17, 18, 19, 20, 21, 25, 26, 27, 28, 29, 30, 38, 39, 40, 41) |
| Positionering (3G-modell)         | GPS                                         | GPS                                          | GPS + GLONASS                                                    | GPS + GLONASS                                                    | GPS + GLONASS                                | GPS + GLONASS                            | GPS + GLONASS                            | GPS + GLONASS                              | GPS + GLONASS                                  | GPS + GLONASS |
| Kabelkontakt                      | 30-pin dock connector                       | 30-pin dock connector                        | 30-pin dock connector                                            | Lightning                                                        | Lightning                                    | Lightning                                | Lightning                                | Lightning                                  | Lightning                                      | Lightning |
| Smart Connector                   | nej                                         | nej                                          | nej                                                              | nej                                                              | nej                                          | nej                                      | nej                                      | nej                                        | nej                                            | ja |
| Batterikapacitet                  | 25 watt-timmar                              | 25 watt-timmar                               | 42,5 watt-timmar                                                 | 42,5 watt-timmar                                                 | 32,4 watt-timmar                             | 27,3 watt-timmar                         | 32,4 watt-timmar                         | 32,4 watt-timmar                           | 32,4 watt-timmar                               | 30,4 Wh |
| Initial IOS-version               | 3.2                                         | 4.3                                          | 5.1                                                              | 6                                                                | 7                                            | 8                                        | 10.2.x                                   | 11.x                                       | 9.3                                            | 10.3.2 |
| Maximal IOS-version (mars 2017)   | 5.x                                         | 9.3                                          | 9.3                                                              | 10.x                                                             | 11.3                                         | 11.3                                     | 11.3                                     | 11.3                                       | 11.3                                           | 11.3 |
| AirPlay Mirroring via Apple TV    | nej                                         | Ja, med iOS 5.0 eller senare.                | Med Apple TV Generation 2: 720p Med Apple TV Generation 3: 720p  | Med Apple TV Generation 2: 720p Med Apple TV Generation 3: 720p  | Ja, Apple TV (Generation 2 och 3)            | Ja, Apple TV (Generation 2 eller senare) | Ja, Apple TV (Generation 2 eller senare) | Ja, Apple TV (Generation 2 eller senare)   | Ja, Apple TV (Generation 2 eller senare)       | Ja, Apple TV (Generation 2 eller senare)                                                                              |
| AirPlay video stream via Apple TV | nej                                         | nej                                          | Med Apple TV Generation 2: 720p Med Apple TV Generation 3: 1080p | Med Apple TV Generation 2: 720p Med Apple TV Generation 3: 1080p | Ja, Apple TV (Generation 2 och 3)            | Ja                                       | Ja                                       | Ja                                         | Ja                                             | Ja |
| Siri (iOS 6 eller senare)         | –                                           | nej                                          | ja (via hemknapp)                                                | ja (via hemknapp)                                                | ja (via hemknapp)                            | ja (via hemknapp)                        | ja                                       | ja                                         | ja                                             | ja |
| Itunes-krav                       | Version 9.1 (Mac: 10.5.8 / Windows: XP SP3) | Version 10.2 (Mac: 10.5.8 / Windows: XP SP3) | Version 10.6 (Mac: 10.5.8 / Windows: XP SP3)                     | Version ???? (Mac: 10.6.8 / Windows: XP SP2)                     | Version ???? (Mac: 10.6.8 / Windows: XP SP3) | Version 12.3 (Mac: 10.8.5 / Windows: 7)  | Version 12.3 (Mac: 10.8.5 / Windows: 7)  | Version 12.7.3 (Mac: 10.10.5 / Windows: 7) | Version 12.3.3 (Mac: 10.8.5 / Windows: 7)      | 12.5 |

### Ipad mini (7,9 tum)
De största skillnaderna mellan Ipad mini-modellerna är följande:
- Ipad mini 1 (2012): A5-processor (Touch ID: nej, skärm: 163 ppi, pencil-stöd: nej), max iOS = v9.3.5 (sista versionen)
- Ipad mini 2 (2013): A7-processor (Touch ID: nej, skärm: 326 ppi, pencil-stöd: nej), max iOS = v12.x
- Ipad mini 3 (2014): A7-processor (Touch ID: ja, skärm: 326 ppi, pencil-stöd: nej), max iOS = v12.x
- Ipad mini 4 (2015): A8-processor (Touch ID: ja, skärm: 326 ppi, pencil-stöd: nej), max iOS = senaste
- Ipad mini 5 (2019): A12-processor (Touch ID: ja, skärm: 326 ppi, pencil-stöd: ja), max iOS = senaste

### Ipad Pro (9,7 / 10,5 / 11,0 / 12,9) tum
De största skillnaderna mellan Ipad Pro-modellerna (med skärmstorlekarna 9,7, 10,5, 11,0 och 12,9 tum) är följande:
Gemensamt: Smart Connector, fyra högtalare, Bluetooth & WiFi. Stöd för Apple Pencil. Samt 6 GB RAM i 1 TB-modellerna.
Den mindre...
- Ipad Pro 9,7" (mars 2016): Touch ID, Lightning, A9X-processor, 2 GB RAM, 32–256 GB lagring, 12 MP-kamera (4K-inspelning)
- Ipad Pro 10,5" (juni 2017): Touch ID, Lightning, A10X-processor, 4 GB RAM, 64–512 GB lagring, 12 MP-kamera (4K-inspelning)
- Ipad Pro 11,0" (okt 2018): Face ID, USB Type-C, A12X-processor, 4 GB RAM, 64–1024 GB lagring, 12 MP-kamera (4K-inspelning)

Den större...
- Ipad Pro 12,9" (Gen. 1): Touch ID, Lightning, A9X-processor, 4 GB RAM, 32–256 GB lagring, 8 MP-kamera (1080p-inspelning)
- Ipad Pro 12,9" (Gen. 2): Touch ID, Lightning, A10X-processor, 4 GB RAM, 64–512 GB lagring, 12 MP-kamera (4K-inspelning)
- Ipad Pro 12,9" (Gen. 3): Face ID, USB Type-C, A12X-processor, 4 GB RAM, 64–1024 GB lagring, 12 MP-kamera (4K-inspelning)

## Jailbreaking
Efter jailbreaking har man kunnat köra Windows 95 på en Ipad med emulatorn Bochs. Bochs kan även köras på andra hårdvaruplattformar än x86. Via jailbreak kan man också använda en Bluetooth-mus med Ipad. Jailbreak kan även tillåta personer att emulera en retina display för en högre pixeltäthet i icke Ipad optimerade program. Huvudsyftet med jailbreak är att komma ut ur sandlådan för full åtkomst till enheten. Väl jailbrekad kan användaren installera teman och ändra på systemkritiska delar som inte tidigare varit möjligt. Då enheten har jailbreakats gäller inte Apples garantier, men det kringgås via att återställa enheten vid eventuella serviceärenden med hjälp av Itunes.

## Försäljning av Ipad
Ipad-familjens globala försäljning i miljoner enheter, enligt Apples egna rapporter:
| Period | Kvartal 1 (jan–mar) | Kvartal 2 (apr–jun) | Kvartal 3 (jul–sep) | Kvartal 4 (okt–dec) | Helår            | Förändring | Noteringar                                      |
| ------ | ------------------- | ------------------- | ------------------- | ------------------- | ---------------- | ---------- | ----------------------------------------------- |
| 2010   | –                   | 3,27                | 4,19                | 7,33                | 14,79            | –          | Lansering tidigt i kvartal 2.                   |
| 2011   | 4,69                | 9,25                | 11,12               | 15,43               | 40,49            | +174%      |                                                 |
| 2012   | 11,8                | 17,0                | 14,0                | 22,9                | 65,7             | +62%       | Ipad Mini lanserades i oktober 2012.            |
| 2013   | 19,5                | 14,6                | 14,1                | 26,0                | 74,2             | +13%       |                                                 |
| 2014   | 16,4                | 13,3                | 12,3                | 21,4                | 63,4             | –15%       |                                                 |
| 2015   | 12,6                | 10,9                | 9,9                 | 16,1                | 49,6             | –22%       | Ipad Pro 12,9" lanserades sent 2015.            |
| 2016   | 10,25               | 9,95                | 9,27                | 13,08               | 42,5             | –14%       | Ipad Pro 9,7" lanserades tidigt 2016.           |
| 2017   | 8,92                | 11,42               | 10,33               | 13,17               | 43,8             | +3,0%      | Ipad Pro 10,5" lanserades i juni 2017.          |
| 2018   | 9,11                | 11,55               | 9,70                | 14,5 (IDC)          | 44,9 (Apple+IDC) | +2,3%      | Ipad Pro Face ID & USB-C lanserades i okt 2018. |
| 2019   |                     |                     |                     |                     |                  | –          |                                                 |

Noteringar
- Från och med kvartalet 2018-Q4 rapporterar Apple inte längre volymen för sålda Ipad. Därför används siffror från analysföretag som exempelvis IDC.

Milstolpar för försäljningen:
- Vid Apples eget "Special Event" den 21 mars 2016 framkom en officiell uppgift att den ackumulerade försäljningsvolymen av Ipad med 9,7-tumsskärm är 200 miljoner enheter sedan den första modellen kom tidigt år 2010.
- Total volym till och med sista kvartalet kalenderåret 2017: 394,54 miljoner enheter.